# Astala zacualpania
Astala zacualpania är en fjärilsart som beskrevs av Dyar 1917. Astala zacualpania ingår i släktet Astala och familjen säckspinnare. Inga underarter finns listade i Catalogue of Life.